# Женщины в Эфиопии
Были проведены исследования относительно положения женщин в Эфиопии. При этом многие наблюдатели отметили физические нагрузки, которые эфиопские женщины испытывают в течение своей жизни. Эти нагрузки включают в себя перенос грузов на большие расстояния, обработку зерна вручную, работу на ферме, воспитание детей и приготовление пищи. Эфиопские женщины имели меньше возможностей чем мужчины для личного развития, получения образования и трудоустройства. Даже гражданский кодекс подтверждает более низкое положение женщины в обществе, а такие права как собственность и получение наследства меняются от одной этнической групп к другой.
Как и в других традиционных обществах, женщину в Эфиопии рассматривают прежде всего как мать и жену. Более чем 85% эфиопских женщин проживают в сельских районах, где население занято прежде всего сельским хозяйством. Эфиопская революция оказала незначительное влияние на положение сельских женщин. Земельная реформа не изменяла их зависимый статус, который был основан на традиционных ценностях и верованиях. Улучшение экономических условий могло бы изменить положение женщин, но реальные изменения возможны лишь при пересмотре отношения мужчин и правительства по отношению к женщинам.

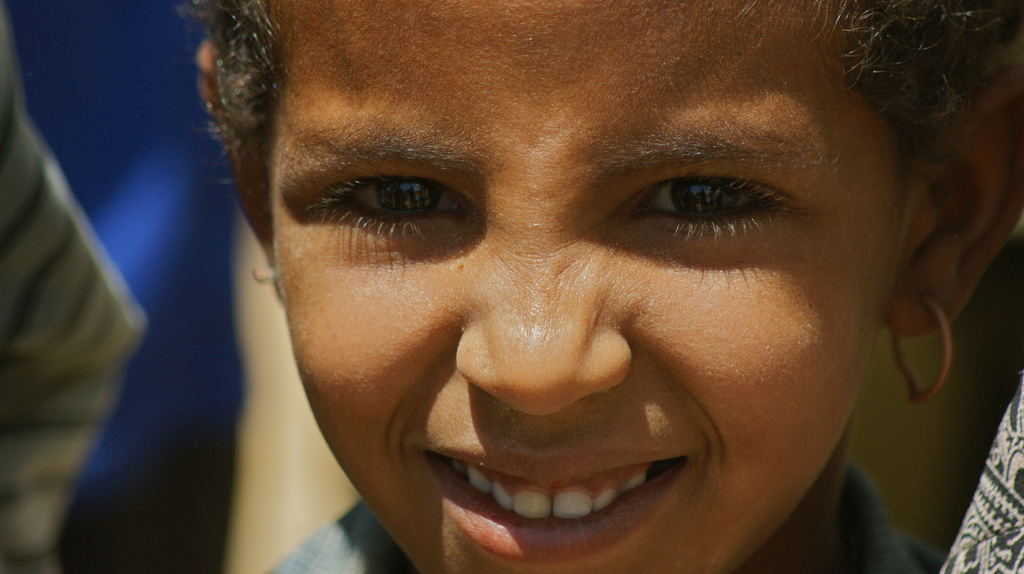
Эфиопская девушка в регионе Тыграй

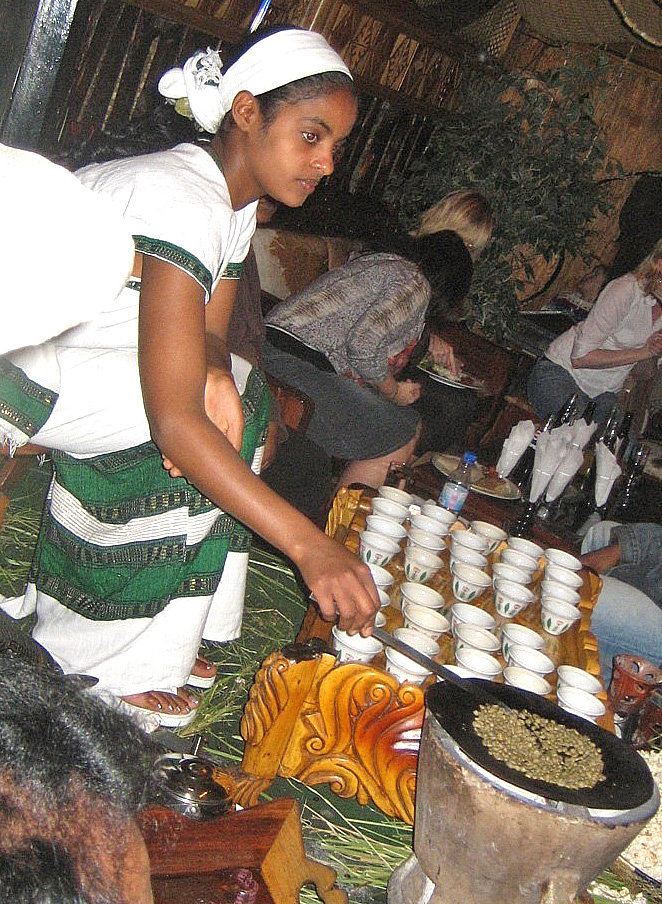
Эфиопская женщина готовит кофе

Некоторые изменения произошли в жизни женщин, проживающих в городских районах, где образование, здравоохранение и трудоустройство стали более доступными. Хотя немногие женщины с высшим образованием нашли работу по профессии, большинство их всё же работают на низкооплачиваемых местах. По данным правительственного исследования 1976 года приблизительно 40% нанятых женщин в городских районах работали в секторе обслуживания (главным образом в отелях, ресторанах и барах). Работа в производстве (текстиль и пищевая промышленность) охватывала 25% женской рабочей силы, в след за этим шла торговля, в которой были заняты около 11% женщин страны. Исследования также показали, что женщины работающие на фабриках в Аддис-Абебе зарабатывали лишь четвёртую часть от той зарплаты, которую получали мужчины за сходную работу. Эти различия существовали несмотря на провозглашение в 1975 году равной оплаты труда за равный труд для мужчин и женщин.